# Fabrice Lapierre
Fabrice Lapierre (ur. 17 października 1983 w Réduit) – maurytyjski lekkoatleta, skoczek w dal startujący w barwach Australii.

## Osiągnięcia
- srebrny medal Mistrzostw świata juniorów (Kingston 2002)
- brąz podczas Igrzysk Wspólnoty Narodów (Melbourne 2006)
- 1. miejsce na Światowym Finale IAAF (Stuttgart 2008)
- 4. lokata podczas mistrzostw świata (Berlin 2009)
- 1. miejsce w Światowym Finale IAAF (Saloniki 2009)
- złoty medal halowych mistrzostw świata (Doha 2010)
- 7. miejsce w skoku w dal podczas pucharu interkontynentalnego (Split 2010)
- złoto podczas igrzysk Wspólnoty Narodów (Nowe Delhi 2010)
- 4. miejsce podczas igrzysk Wspólnoty Narodów (Glasgow 2010)
- srebro podczas mistrzostw świata (Pekin 2015)
- srebrny medal halowych mistrzostw świata (Portland 2016)
- 11. miejsce podczas mistrzostw świata (Londyn 2017)

Lapierre reprezentował Australię na Igrzyskach olimpijskich (Pekin 2008), gdzie zajął 16. miejsce w eliminacjach skoku w dal nie kwalifikując się do finału (do którego awansowało 12 najlepszych skoczków kwalifikacji). W 2016 podczas igrzysk w Rio de Janeiro awansował do finału, w którym zajął 10. miejsce.

## Rekordy życiowe
- Skok w dal – 8,40 m / 8,78w (2010)
- Skok w dal (hala) – 8,25 (2016) były rekord Australii i Oceanii